# Disques Pierre Verany
Disques Pierre Verany est un label discographique indépendant français de musique classique et ancienne, actif entre 1977 et 1997.

## Histoire
Le label est fondé en 1977 et nommé d'après son fondateur et producteur. Verany, un producteur et ingénieur du son, qui a maintenu son propre label pendant de nombreuses années – se concentrant sur la musique baroque française, (Marc-Antoine Charpentier, Leçons de Ténèbres H 123 H 124 H 125 en 1998) et italienne jusqu'en 1997. Les artistes associés au label comprennent Paul Kuentz, le flûtiste Christian Mendoze ; la vielleuse Françoise Bois Poteur ; les clavecinistes Laurent Stewart, Brigitte Tramier, Jean-Patrice Brosse et Thierry Maeder, Mario Raskin ; les chanteurs Isabelle Poulenard et Philippe Cantor ; les organistes François-Henri Houbart et Pierre Pincemaille ; les chefs d'orchestre Gilbert Bezzina, Françoise Lasserre de l'ensemble Akadêmia.
En 1997, Verany vend son label à Manuela Ostrolenk, détenteur du label Arion. Ostrolenk avait acquis Arion en 1985, du premier propriétaire, Ariane Segal.
Verany a publié dans sa collection Agon une série de disques aux minutages réduits, consacrés aux compositeurs contemporains : Jacques Lejeune, 	José-Luis Campana, Bruno Giner, etc.